# Варли, Джон
Джон Варли (англ. John Varley; род. 9 августа 1947[…], Остин) — американский писатель-фантаст, известный своими произведениями малой формы (рассказы и повести), принёсшие ему две премии «Небьюла», три премии «Хьюго» и пять «Локусов».

## Биография
Родился 9 августа 1947 года в Остине, штат Техас. Какое-то время семья Варли жила в Форт-Уэрте, а потом, в 1957 году, переехали в Порт-Артур (Техас). Среднюю школу («High School Nederland») Варли закончил в маленьком городке Нидерланды.
Варли поступил в Мичиганский Государственный Университет. Сначала он учился на факультете физики, потом перешел на факультет английского языка. Но незадолго до своего 20-летия Варли бросает учёбу и уезжает в Сан-Франциско, где присоединяется к движению хиппи. После этого Варли вел весьма занимательную жизнь: жил в Портленде, в Юджине, в Нью-Йорке, Сан-Франциско, в Беркли и в Лос-Анджелесе. Перепробовал множество работ: от чернорабочего до развозчика пиццы. Пока, наконец, не решил зарабатывать на жизнь писанием книг, толчком к такому решению послужила знаменитая статья Хайнлайна, где описывались пять известных правил как стать писателем-фантастом.
К середине 1980-х годов Варли сосредоточился на киносценариях, но большая часть написанного им так и не воплотилась в фильмах. Разочаровавшись в Голливуде, Варли в 1992 году вернулся в литературу с романом «Steel Beach». Однако после публикации, писатель вдруг замолчал, и до конца столетия новых вещей из под его пера не выходило.
В начале 2000-х годов появился роман «The Golden Globes», а в 2003 году «Red Thunder» и целый ряд коротких рассказов. Выходит первый за последние годы сборник его рассказов под названием «The John Varley Reader».

## Личная жизнь
Джон Варли женат (Ли Эмметт, Lee Emmett), у него трое детей. Сейчас Варли проживает в Калифорнии вместе со своей женой, которая одновременно является и его редактором.

### Восемь миров
Цикл произведений «Восемь миров» (Eight Worlds), о выживании человечества после уничтожения Земли неизвестной инопланетной расой.
- «Голубое шампанское» (Blue Champagne), 1981 год — номинант премии «Хьюго» в 1982 году, лауреат премии «Локус» 1982 года;
- «Tango Charlie and Foxtrot Romeo», 1986 год;
- «Убить Барби» (The Barbie Murders), 1978 год[4] — номинант премии «Хьюго» в 1979 году, лауреат премии «Локус» в 1979 году, в России публиковалась в журнале «Если»[5];
- «Bagatelle», 1974 год;
- «Настройки» (Options), 1979 год — номинант премий «Небьюла» в 1979 году и «Хьюго» в 1980 году;
- «Пикник неподалёку» (Picnic on Nearside), 1974 год;
- «Steel Beach», 1992 год — номинант премии «Хьюго» (номинация Лучший роман) 1993 года;
- «The Black Hole Passes», 1975 год;
- «Робинзон Крузо» (Good-Bye, Robinson Crusoe), 1977 год;
- «The Phantom of Kansas», 1976 год — номинант премии «Хьюго» (номинация Лучший рассказ) 1977 года;
- «Overdrawn at the Memory Bank», 1976 год (новелла экранизирована[англ.] в 1984 году);
- «Споём, станцуем» (Gotta Sing, Gotta Dance), 1976 год — номинант премии «Хьюго» (номинация Лучший рассказ) 1977 года;
- «The Funhouse Effect», 1976 год;
- «Beatnik Bayou», 1980 год — номинант премий «Небьюла» в 1980 году и «Хьюго» в 1981 году;
- «Равноденствие» (Equinoctial), 1977 год;
- «В чаше» (In the Bowl), 1975 год — номинант премии «Небьюла» в 1975 году;
- «Прямой на Змееносец» (The Ophiuchi Hotline), 1977 год;
- «Ретроградное лето» (Retrograde Summer), 1975 год — номинант премии «Небьюла» в 1975 году;
- «Охота» / «Леденец и липучка» (Lollipop and the Tar Baby), 1977 год — в России публиковалась в журнале «Если»[6];
- «The Golden Globe», 1998 год — лауреат премии «Prometheus Awards» в 1999 году.

### Гея
- Цикл романов «Гея» (Gaea) — об экипаже космического корабля капитана Сирокко Джонс, обнаруживших возле Сатурна огромное разумное искусственно созданное существо по имени Гея.
- «Титан[англ.]», 1979 год — номинант премий «Небьюла» в 1979 году и «Хьюго» в 1980 году, лауреат премии «Локус» 1980 года;
- «Фея[англ.]», 1980 год — номинант премии «Хьюго» в 1981 году;
- «Демон» (Demon), 1984 год.

### Красный
Цикл романов «Red» об освоении и колонизации «Красной планеты».
- «Красный гром» (Red Thunder), 2003 год — номинант премии Кэмпбелла (John W. Campbell Memorial Award) в 2004 году;
- «Красная молния» (Red Lightning), 2006 год;
- «Изгиб грома» (Rolling Thunder), 2008 год.

### Другие произведения
- рассказ «Таблоид» (Scoreboard), 1974 год;
- рассказ «Манекены» (Manikins), 1976 год;
- повесть «Во дворце марсианских царей» (In the Hall of the Martian King), 1977 год — номинант премии «Хьюго» в 1978 году;
- рассказ «Воздушный наездник» (Air Raid), 1977 год — номинант премий «Небьюла» в 1977 году и «Хьюго» в 1978 году;
- повесть «Навязчивость зрения» (The Persistence of Vision), 1978 год — лауреат премий «Jupiter Award» и «Небьюла» в 1978 году, премий «Хьюго» и «Локус» в 1979 году, премии «Аполло» в 1980 году;
- рассказ «Толкач» (The Pusher), 1981 год — номинант премии «Небьюла» 1981 года, лауреат премий «Хьюго» и «Локус» в 1982 году;
- повесть «Нажмите „Ввод“» (Press «Enter»), 1984 год — лауреат премии «Небьюла» в 1984 году, премий «Хьюго» и «Локус» в 1985 году, в СССР опубликован в журнале «Химия и жизнь» в 1989 году № 4-6;
- роман «Тысячелетие» (Millennium), 1983 год — на основе рассказа «Air Raid» (1977 год), номинант премий «Ф. Дика» и «Хьюго» в 1984 году. В 1989 году был написан одноимённый киносценарий, по которому Майклом Андерсеном был снят фильм Тысячелетие.
- повесть «Летучий голландец» (The Flying Dutchman), 1998 год;
- рассказ «Рождественская история» (A Christmas Story), 2003 год;
- повесть «Звонарь» (The Bellman), 2003 год — лауреат читательской премии журнала «Asimov’s Science Fiction» (Asimov’s Readers' Awards) в 2004 году;
- рассказ «Закатными Солнцами» (In Fading Suns and Dying Moons), 2003 год — в России публиковалась в журнале «Если»[7];
- роман «Мамонт» (Mammoth), 2005 год.

### Сборники
У Джона Варли есть четыре авторских сборника, и каждый из них лауреат премии «Локус».
- сборник из 9 рассказов «Навязчивость зрения», 1978 год — лауреат премии «Локус» в 1979 году;
- сборник из 9 рассказов «Убить Барби», 1989 год — лауреат премии «Локус» в 1981 году;
- сборник из 8 рассказов «Голубое шампанское», 1986 год — лауреат премии «Локус» в 1987 году;
- антология «Супергерои», 1995 год;
- сборник из 18 рассказов « The John Varley Reader», 2004 год — лауреат премии «Локус» в 2005 году.

## Награды
- 1976 год — Специальная премия журнала «Локус» за четыре повести в рейтинге ТОП-10 (Bagatelle, Споём, станцуем, Overdrawn at the Memory Bank, The Phantom of Kansas);
- 1978 год — Премия «Jupiter Award», в номинации Повесть (Novella) за «Во дворце марсианских царей» (1978 год);
- 1978 год — Премия «Небьюла», в номинации Повесть (Novella) за «Навязчивость зрения» (1978 год);
- 1979 год — Премия «Локус», в номинации Повесть за «Навязчивость зрения» (1978 год);
- 1979 год — Премия «Хьюго», в номинации Повесть за «Навязчивость зрения» (1978 год);
- 1979 год — Премия «Локус», в номинации Короткая повесть (Novellette) за «Убить Барби», 1978 год);
- 1979 год — Премия «Локус», в номинации Авторский сборник (Collection) за «Навязчивость зрения» (1978 год);
- 1980 год — Премия «Локус», в номинации Роман НФ (SF Novel) за «Титан» (1979 год);
- 1981 год — Премия «Локус», в номинации Авторский сборник за «Убить Барби» (1980 год);
- 1982 год — Премия «Локус», в номинации Рассказ (Short Story) за «Толкач» (1981 год);
- 1982 год — Премия «Хьюго», в номинации Рассказ за «Толкач» (1981 год);
- 1982 год — Премия «Локус», в номинации Повесть за «Голубое шампанское» (1981 год);
- 1984 год — Премия «Небьюла», в номинации Повесть за «Нажмите „Ввод“» (1984 год);
- 1985 год — Премия «Локус», в номинации Повесть за «Нажмите „Ввод“» (1984 год);
- 1985 год — Премия «Хьюго», в номинации Повесть за «Нажмите „Ввод“» (1984 год);
- 1987 год — Премия «Локус», в номинации Авторский сборник за «Голубое шампанское» (1986 год);
- 1999 год — Премия «Prometheus Award», в номинации Лучший роман (Best novel) за «The Golden Globe» (1998 год);
- 2004 год — Премия «Asimov’s Readers' Awards», в номинации Короткая повесть за «Звонарь» (2003 год);
- 2005 год — Премия «Локус», в номинации Авторский сборник за «The John Varley Reader» (2004 год).